# Александър Демяненко
Александър Сергеевич Демяненко (30 май 1937 – 22 август 1999 г.) е съветски руски филмов и театрален актьор. Удостоен е с почетната награда „Народен артист на РСФСР“. Демяненко е най-известен с ролята си на Шурик в множество филми, първият от които е комедията „Операция „Ы“ и други приключения на Шурик" от 1965 г. Кариерата му започва с филма Вятър от 1958 г.

## Живот и кариера

### Ранен живот
Александър Демяненко е роден Свердловск, СССР през 1937 г. Майка му Галина Белкова е била счетоводител, а баща му Сергей Петрович – актьор. По-късно Сергей работи като режисьор в Оперния театър „Свердловск“, където като дете Александър играе малки роли. Александър посещава семинари по актьорство майсторство в Двореца на културата и учи пиано в музикално училище. Освен това учи чужди езици най-вече немски в средното училище, а в гимназията започва да пее на баритон. През 1954 г. започва да учи юриспруденция в Юридическия университет в Свердловск, но е изключен от първия семестър заради пропускане на уроци. Същата година не успява да влезе в Московския художествен театър, но през 1955 г. е приет както в Държавния институт за театрално изкуство „Луначарски“, така и в Театралния институт „Борис Щукин“ в Москва. В крайна сметка той избра Луначарски.

## Актьорска кариера
През 1958 участва във филма „Вятър“. През 1959 г. завършва Държавния институт за театрално изкуство „Луначарски“ – театрално училище по актьорско майсторство. След това работи в театъра Маяковски в Москва. През 1959 г. участва във „Всичко започва с пътя“.
През 1961 г. се мести в Ленингград и става актьор в студио Lenfilm. Там участва във филмите „Порастнали деца“, „Нощта преди Коледа“, „Мир на идващите“ и е избран за главната роля в „Кариерата на Дима Горин“. През 1962 г. участва в „Празен полет“ и „Бей, барабан!“. През 1963 г. участва в „Каин XVIII“, „Първият тролейбус“ и „Чека служител“. През 1964 г. участва във „Върната музика“ и „Държавен престъпник“.
През 1965 г. е избран за ролята на Шурик в класическата съветска комедия „Операция „Ы“ и други приключения на Шурик“. През 1966 г. участва в продължението на филма – „Кавказска пленница или новите приключения на Шурик“. През 1967 г. участва във „Война под покривите“. През 1969 г. участва в „Утре 3-ти април“ и „Река Ургум“, а през 1971 г. – в „Даурия“. През 1972 г. участва в „Здравей и довиждане“ и „Учител по пеене“.
През 1973 г. участва в „Иван Василиевич сменя професията си“ в ролята учен на име Шурик, който изобретява машина на времето. Демяненко не успява да участва в други роли заради разпознаваемия му образ на зубъра Шурик, но често дублира чуждестранни филми.

### Последни години
През 1997 г. участва във филма „Old Songs of the Main Things 2“, в ролята на остарелия Шурик. През 1998 г. отново влиза в известната си роля на професор в „Old Songs of the Main Things 3“.
Диагностициран е със сърдечна недостатъчност, но се страхува от операция за байпас. Александър Демяненко умира от инфаркт през 1999 г.

## Личен живот
Първият му брак е с Марина Склярова, с която ходи на уроци по актьорско майсторство. Развеждат се и той се жени за Людмила Демяненко, режисьор на дублажа Lenfilm, и става пастрок на дъщеря ѝ, която по-късно става актриса.